# D'alembertien
Le d'alembertien, ou opérateur d'alembertien, est la généralisation du concept du laplacien dans une métrique minkowskienne. Il apparaît en particulier en électromagnétisme pour décrire la propagation des ondes électromagnétiques ainsi que dans l'équation de Klein-Gordon.
Le d'alembertien, est ainsi désigné à la suite de Hendrik Lorentz (1853-1928). Son éponyme est Jean Le Rond d'Alembert (1717-1783), qui l'a découvert en 1747.

## Formule
Le d'alembertien, en général noté par un carré {\displaystyle \Box }, s'écrit, dans un système de coordonnées cartésiennes,
{\displaystyle \Box =-\left({\frac {\partial ^{2}}{\partial x^{2}}}+{\frac {\partial ^{2}}{\partial y^{2}}}+{\frac {\partial ^{2}}{\partial z^{2}}}\right)+{\frac {1}{c^{2}}}{\frac {\partial ^{2}}{\partial t^{2}}}} , où c est la vitesse de la lumière ou, d'une manière plus générale, la célérité de l'onde (qui peut être acoustique) ; on peut l'écrire en fonction du laplacien par :
{\displaystyle \Box =-\Delta +{\frac {1}{c^{2}}}{\frac {\partial ^{2}}{\partial t^{2}}}}.
Plus généralement, partant de la métrique de Minkowski ηab, on peut réécrire le d'alembertien selon la formule
{\displaystyle \Box =\eta ^{\mu \nu }{\frac {\partial }{\partial x^{\mu }}}{\frac {\partial }{\partial x^{\nu }}}=\partial _{\mu }\partial ^{\mu }=\partial ^{\mu }\partial _{\mu },}
où l'on effectue la somme sur toutes les coordonnées t, x, y, z. Cette définition est cependant dépendante de la convention de signe de la métrique, aussi le signe du d'alembertien dépend-il parfois des auteurs.

## Application
Le d'alembertien apparait dans l'équation d'onde du quadripotentiel électromagnétique et est, d'une manière plus générale, l'équation qui modélise toute propagation d'une onde acoustique ou électromagnétique :
{\displaystyle \Box A^{\mu }=0.}
L'équation de Klein-Gordon fait également intervenir l'opérateur :
{\displaystyle (\Box +m^{2})\psi =0.}